# Corinne Griffith

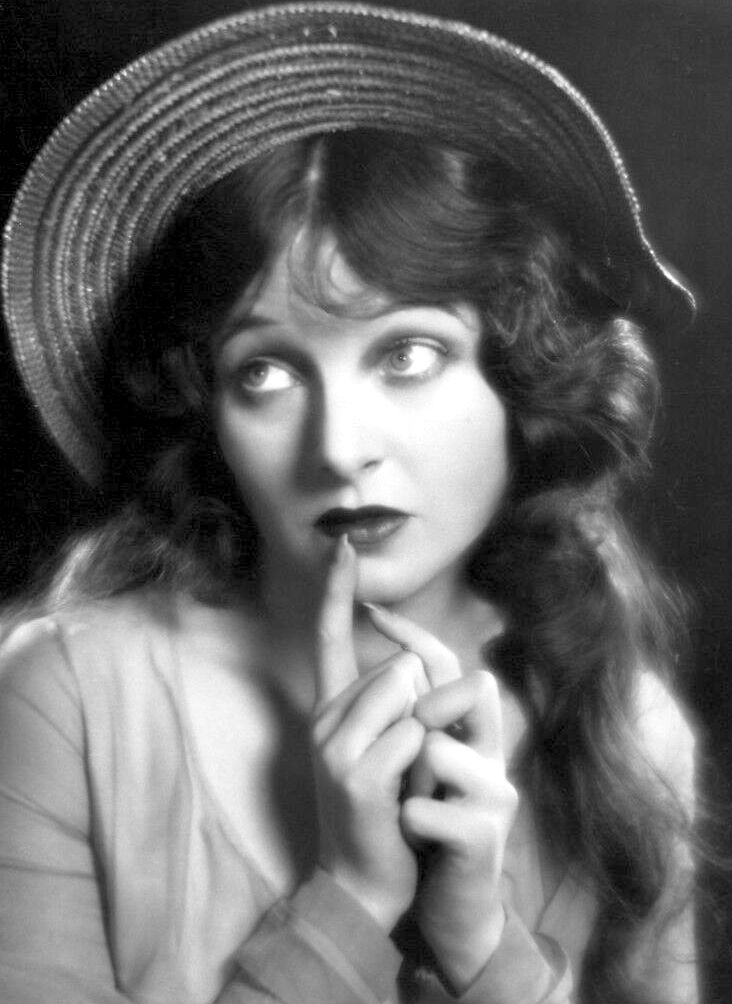
Retrat de l'actriu (1920)

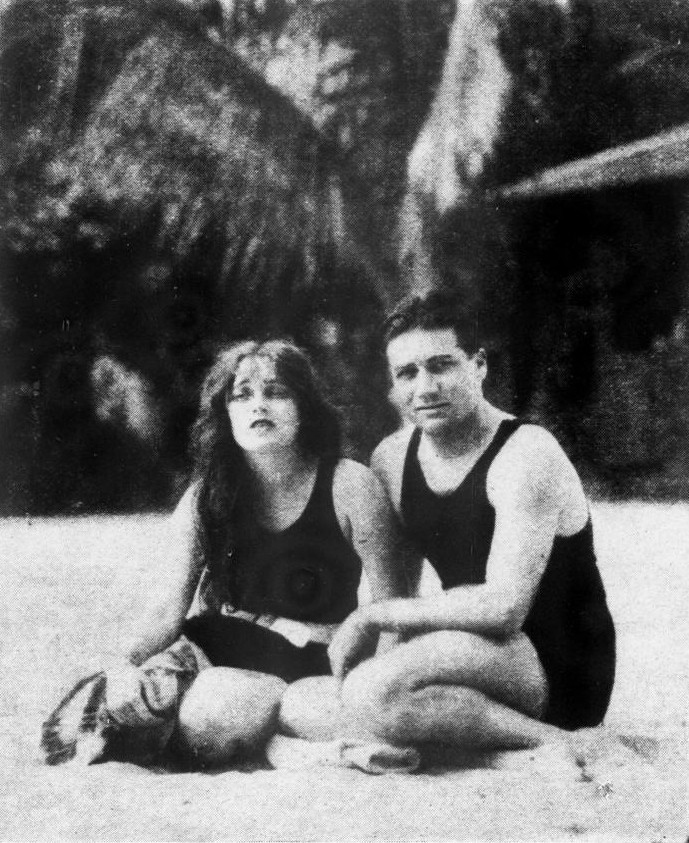
Corinne Griffith i Walter Morosco durant la seva lluna de mel

Corinne Griffith (Texarkana, Texas, 21 de novembre de 1894 − Santa Monica, Califòrnia, 13 de juliol de 1979) va ser una actriu, guionista, escriptora i productora cinematogràfica. Considerada una de les estrelles més belles del cinema mut se l’anomenava "l’orquídia de la pantalla". El seu paper més reconegut va ser el d’Emma Hart a la pel·lícula The Divine Lady de Frank Lloyd (1929), per la que va ser nominada a l'Oscar a la millor actriu.

## Biografia
Corinne Griffin (prendria el nom artístic de Corinne Griffith) va néixer a Texarkana tot i que altres fonts apunten que va néixer a Waco (Texas). Era filla de Jhn Lewis Griffin, un pastor metodista i conductor de trens. Visqué en aquella ciutat fins als 10 anys, moment en què la seva mare la va portar a Nova Orleans per a que acabés la seva educació.
Inicià la seva carrera com a ballarina. Hi ha diferents versions sobre com va iniciar la seva carrera cinematogràfica. Una primera apunta que fou després de guanyar un concurs de bellesa a Santa Monica, altres que fou vista per un director de la Vitagraph, Rollin S. Sturgeon, que la descobrí en una funció amateur a Crescent City i li oferí un contracte amb la companyia. El seu debut fou a la pel·lícula La Paloma (1916), amb Earle Williams. Poc després de debutar, va participar en diferents westerns de dues bobines, els directius s'adonaren que aquella noia podia arribar a ser una estrella. Entre el 1916 i el 1922 va ser una de les estreles de la Vitagraph i aparegué en més de 40 pel·lícules, entre les que es poden esmentar The Climbers (1919) o What’s Your Reputation Worth?. L’actitud de l’actriu era molt diferent a la de moltes altes estrelles, seguia un codi de conducta purità i manifestà un gran interès per tots els aspectes de la producció cinematogràfica. Arribaria a ser una de les actrius més cotitzades amb un sou de 12.500 dòlars a la setmana. El 1920 es va casar per primer cop amb el seu director a la productora, Webster Campbell.
El 1923 l’actriu es divorcià de Campbell i abandonà la productora per signar per a la First National on dirigiria la seva pròpia unitat de producció, la Corinne Griffith Productions Inc. El contracte indicava que la productora tindria la darrera paraula en qualsevol decisió de la producció i Corinne, poques setmanes després d’iniciar la seva primera pel·lícula, Black Oxen (1923), descobrí que no tenia cap mena de control creatiu i la productora no durà més enllà de 1925, i encara nominalment. En total arribà a produir onze de les seves pel·lícules. A la First National hi romandria fins al 1930 (amb l'excepció de la pel·lícula The Garden of Eden (1928) que va actuar per a la United Artists). D’aquesta època es poden destacar sobretot Lilies of the Field (1924) que tornaria a rodar amb l’arribada del sonor el 1930, la ja esmentada Black Oxen (1924), Déclasée (1925) i sobretot The Divine Lady (1929) amb la que seria nominada a l’Oscar a la millor actriu. El 1924 s'havia casat amb el productor Walter Morosco de qui s'acabaria divorciant el 1934. Bona part dels guanys d’aquells anys els anà invertint en propietats de manera que ben aviat esdevingué una persona molt rica, i ja el 1927 se li valorava una fortuna en propietats de mig milió de dòlars.
Va ser una de les moltes actrius que no sabé fer la transició al cinema sonor, ho intentà però la veu no l’acompanyava ja que era molt nasal i això provoca que ràpidament el públic perdés interès en ella. Després d’un parell de pel·lícules completament sonores abandonà la First National per viatjar a Anglaterra on encara rodaria algunes pel·lícules abans de retirar-se quasi completament. En tornar d’Anglaterra descobrí que el crac del 29 i la hisenda nord-americana se li havien endut la majoria dels seus estalvis. S'uní a una companyia teatral que només li oferia una desena part del que havia guanyat en el cinema.
Trobant-se a Washington on participava en l’obra teatral “Design fo Living” conegué el que seria el seu següent marit, George Marshall, propietari dels Boston Braves, equip de beisbol en hores baixes. El juny de 1936 es casaren. Griffith convencé el seu marit de traslladar l'equip a la capital del país i d’aquesta manera es crearen els Washington Redskins. Durant dues dècades va tenir un paper important en l'organització dels espectacles de la mitja part en els partits de l'equip.) fent que la gent s'interessés per ella de nou. De la seva experiència amb el beisbol naixeria el seu primer llibre, “My Life with the Redskins” (1947). En seguirien d'altres com “Papa's Delicated Condition” (1952), basat en la seva infància i que seria portat al cinema amb el mateix títol l'any 1963, “Eggs I Have Known” (1955), un llibre de receptes de cuina, “Hollywood Stories” (1962), que era un recull de relats de ficció, o “This You Won’t Believe” (1972), un recull d’anècdotes. A part del seu èxit com a escriptora l’actriu invertí els diners que guanyava en propietats a Beverly Hills fent que de nou amassés una important forturna.
El 1958 es va divorciar de George Marshall i posteriorment es va casar amb Dan Scholl, un cantant de 38 anys però el matrimoni durà solament sis setmanes. Durant el procés per al divorci, iniciat el 1966, l’actriu va afirmar sota jurament que ella no era Corinne Griffith sinó la seva germana petita que era 20 anys més jove, i que Corinne havia mort a finals de la dècada dels anys 20 a Mèxic durant un rodatge. Que Adolph Zukor, cap de la Paramount l’havia trucat per demanar-li que suplantés la germana ja que la cancel·lació del rodatge seria un desastre per a la productora i que acceptà els diners per lo que d’ençà aquell dia havia esdevingut l'actriu. Continuà escrivint fins pocs anys abans de la seva mort. Va morir d’una aturada cardíaca als 84 anys a Santa Monica i va ser incinerada a Los Angeles sepultant-se les seves cendres al mar. En el moment de la seva mort havia invertit el que havia guanyat al cinema fins a tenir una fortuna de 150 milions de dòlars.

## Filmografia com a actriu
- La paloma (1916)
- Bitter Sweet (1916)
- When Hubby Forgot (1916)
- Sin's Penalty (1916)
- Miss Adventure (1916)
- The Cost of High Living (1916)
- The Rich Idler (1916)
- Ashes (1916)
- The Waters of Lethe (1916)
- The Yellow Girl (1916)
- A Fool and His Friend (1916)
- Through the Wall (1916)
- The Last Man (1916)
- His Wife's Allowance (1916)
- The Mystery of Lake Lethe (1917)
- Transgression (1917)
- The Love Doctor (1917)
- I Will Repay (1917)
- Who Goes There? (1917)
- The Menace (1918)
- Love Watches (1918)
- The Clutch of Circumstance (1918)
- The Girl of Today (1918)
- Miss Ambition (1918)
- The Adventure Shop (1919)
- The Girl Problem (1919)
- The Unknown Quantity (1919)
- Thin Ice (1919)
- A Girl at Bay (1919)
- The Bramble Bush (1919)
- The Climbers (1919)
- Human Collateral (1920)
- Deadline at Eleven (1920)
- The Garter Girl (1920)
- Babs (1920)
- The Whisper Market (1920)
- The Broadway Bubble
- The Tower of Jewels (1920)
- It Isn't Being Done This Season (1921)
- What's Your Reputation Worth? (1921)
- Moral Fibre (1921)
- The Single Track (1921)
- Received Payment (1922)
- Island Wives (1922)
- A Virgin's Sacrifice (1922)
- Divorce Coupons (1922)
- The Common Law (1923)
- Six Days (1923)
- Black Oxen (1923)
- Lilies of the Field (1924)
- Single Wives (1924)
- Love's Wilderness (1924)
- Déclassée (1925)
- The Marriage Whirl (1925)
- Classified (1925)
- Infatuation (1925)
- Mademoiselle Modiste (1926)
- Into Her Kingdom (1926)
- Syncopating Sue (1926)
- The Lady in Ermine (1927)
- Three Hours (1927)
- The Garden of Eden (1928)
- Outcast (1928)
- Saturday's Children (1929)
- The Divine Lady (1929)
- Prisoners (1929)
- Lilies of the Field (1930)
- Back Pay (1930)
- Lily Christine (1932)
- Paradise Alley (1962)

## Llibres
- My Life with the Redskins (1947)
- Papa's Delicate Condition (1952)
- Eggs I Have Known (1955)
- Antiques I Have Known (1961)
- Taxation Without Representation (1962)
- I Can't Boil Water (1963)
- Hollywood Stories (1963)
- Truth Is Stranger (1964)
- Not for Men Only – but Almost (1969)
- This You Won't Believe (1972)
- I'm Lucky at Cards (1974)